# Francisco Dávila y Guzmán (cardenal)

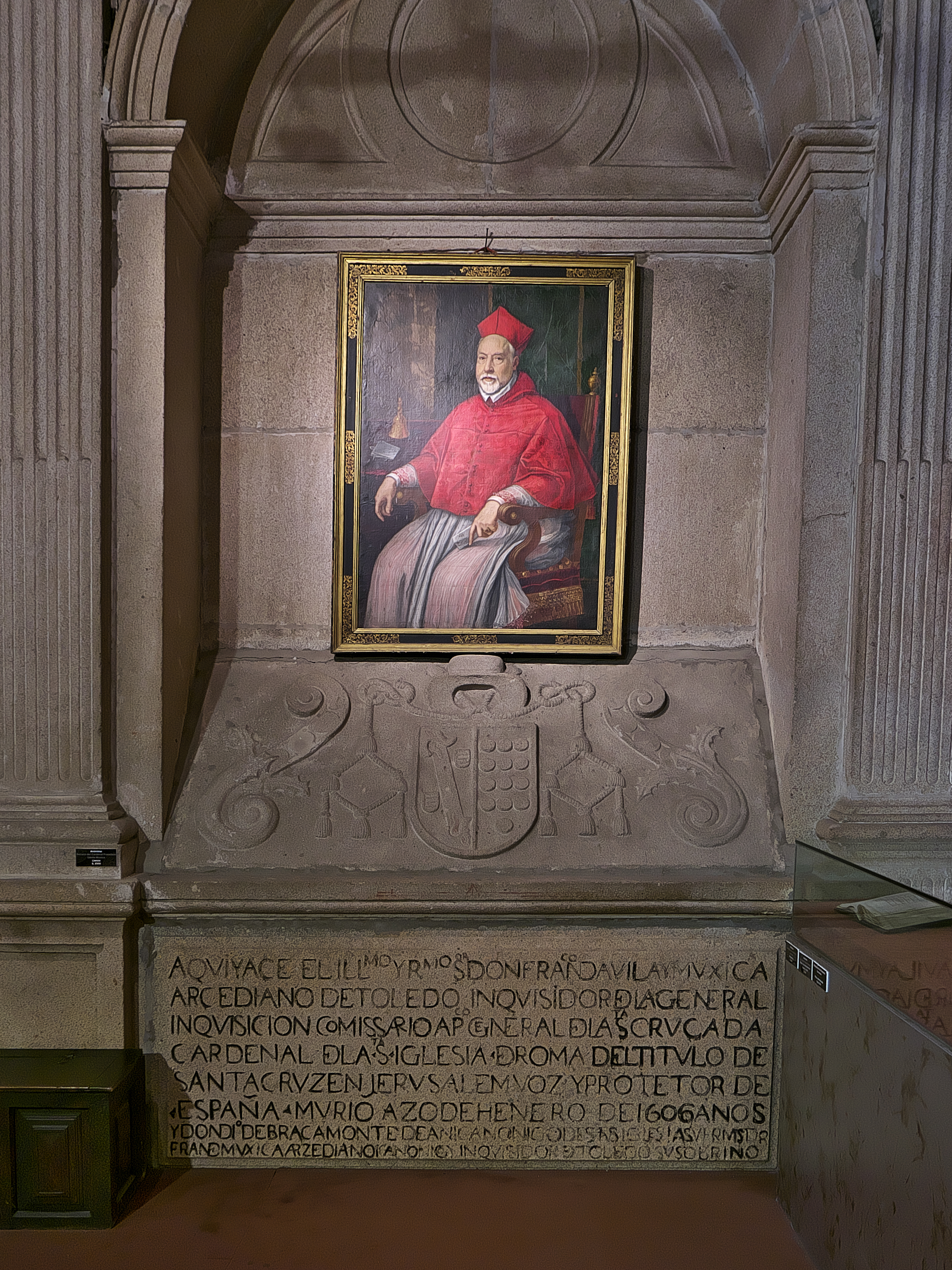
Sepulcro en la Catedral de Ávila.

No se debe confundir con su contemporáneo Francisco Dávila y Guzmán, marqués de Loriana.
Francisco Dávila y Guzmán (Ávila, c. 1548 - Roma, 20 de enero de 1606) fue un eclesiástico y hombre de estado español.

## Biografía
Fue hijo de Antonio Hernández de Múxica (hijo, a su vez, de Garcibáñez de Múxica Fernández de Echevarría, y de Aldonza de Bracamonte Vargas), escribano mayor de rentas, y de María Dávila. Estudiante del colegio mayor de Cuenca (cuyo nombre real era colegio de Santiago, como el del Arzobispo) de la universidad de Salamanca, canónigo y más tarde arcediano de la catedral de Toledo, inquisidor en esta misma ciudad y miembro del Tribunal de la Suprema.
Comisario general de Cruzada en 1586 por subdelegación de Pedro Portocarrero, y en propiedad desde 1589 hasta 1596.
Ese mismo año fue nombrado cardenal por Clemente VIII, optando por el título de San Silvestre, y en 1599 por el de la Santa Cruz de Jerusalén; en esta dignidad participó en los cónclaves en los que fueron elegidos los papas León XI y Paulo V.
Fue hermano del también eclesiástico Diego de Bracamonte, que ocupó el cargo de deán de la Catedral de Ávila durante las últimas décadas del siglo XVI y hasta su muerte en 1614.